# Шевелев, Степан Степанович
Шевелев Степан Степанович (16 октября 1882 - 11 декабря 1937) — российский и советский военный деятель, полковник.

## Биография
Родился 16 октября 1882 г. в г. Яринске в мещанской семье. Получил домашнее образование. Закончил Казанское пехотное юнкерское училище по 1 разряду. В 1909 году в чине подпоручика служил в 264-м пехотном резервном Лорийском полку. Участвовал в Первой мировой войне. Последний чин в старой армии - подполковник.
С 1918 года в РККА, был начальником штаба обороны Кизляра. На заседании 7 мая 1920 г. Ревком республики постановил сформировать Рабоче-Крестьянскую Красную Армию и Красный Флот Азербайджанской Советской Социалистической Республики. Приказом войскам 11-й армии Кавказского фронта № 193 от 11 мая 1920 года и по Народному военно-морскому комиссариату Азербайджанской ССР № 48 от 16 мая 1920 года было приказано «Образовать 1-ю Сводную Азербайджанскую Рабоче-Крестьянскую Советскую стрелковую дивизию...» . Начдивом был назначен С.С. Шевелев, его помощником – Р. Эфендиев, военкомом – Сулейман Нури. Так было положено началу военного строительства Закавказья.
Во время введения персональных званий Шевелев был начальником организационно-мобилизационного отделения УПВО НКВД Азово-Черноморского края и ему было присвоено звание полковника приказом НКВД СССР № 738 от 13.08.1936. 
Приговорен ВКВС СССР 11 декабря 1937 года к ВМН.

## Награды
- орден Красного Знамени, 20 июля 1920 года (Постановление ЦИК РСФСР от 20.07.1920)